# Alice Cooper

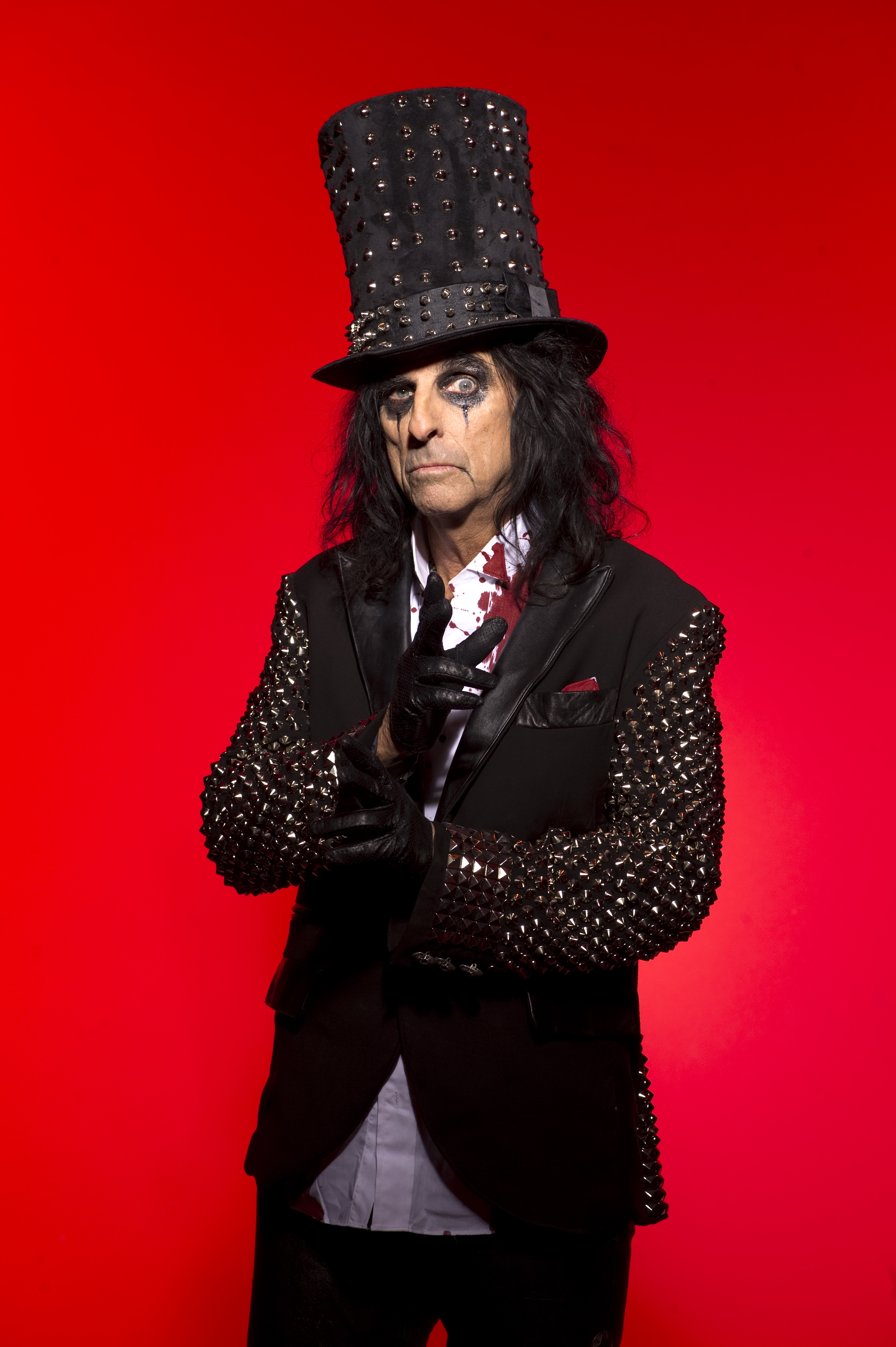
Alice Cooper, 2011

Alice Cooper, vlastním jménem Vincent Damon Furnier (* 4. února 1948 Detroit, USA), je americký rockový zpěvák, textař a hudebník, jehož kariéra překlenuje půl století.
S jevištní show, která obsahovala gilotiny, elektrická křesla, falešnou krev a hada škrtiče hroznýše královského, byla směsicí scén z horrorových filmů, kabaretu, heavy metalové hudby a garage rocku, proslavil Alice Cooper divadelní podobu rockové hudby, která se stala známou jako shock rock.
„Alice Cooper“ bylo původně jméno skupiny, jejíž byl Vincent Furnier vůdčí osobností. V roce 1974 si Furnier změnil jméno na Alice Cooper a zahájil svou sólovou kariéru. Od dob, kdy v roce 1965 vydali svůj první singl, ještě jako „The Spiders“, vstoupila skupina Alice Cooper do hlavního mezinárodního hudebního proudu hitem „I'm Eighteen“ z alba Love It to Death z roku 1971, následoval hit „School's Out“ (1972) a uměleckého úspěchu dosáhl albem Billion Dollar Babies (1973). Cooperova sólová kariéra začala koncepčním albem Welcome to My Nightmare v roce 1975.

## Osobní život
Alice je fanouškem hokejových klubů NHL a to je Arizona Coyotes a Detroit Red Wings. Hlavně je dlouholetým fanouškem baseballu a je příznivcem klubů Arizona Diamondbacks a Detroit Tigers. Alice je také fanouškem basketbalových klubů Detroit Pistons a Phoenix Suns.
Alice je vášnivým golfistou a říká, že tento sport mu pomohl se závislostí na alkoholu.
Cooper je od roku 1984 čistý a střízlivý.
Alice chodil od roku 1969 se zpěvačkou Miss Christine z dívčí skupiny The GTOs, ale v listopadu 1972 zemřela na předávkování.
Alice začal od roku 1975 chodit s baletkou a choreografkou Sheryl Goddardovou, která v letech 1975–1982 na koncertech Alice Coopera vystupovala. Alice se s Sheryl Goddardovou oženil 20. března 1976. V listopadu 1983 podala Sheryl žádost o rozvod kvůli Alicově závislosti na alkoholu a drogách, ale v polovině 1984 se usmířili a vrátili se k sobě. Mají tři děti: dcery Sonor a Calico a syna Dashiella.

## Diskografie

### Studiová alba

#### Alice Cooper Band
- Pretties for You (1969)
- Easy Action (1970)
- Love It to Death (1971)
- Killer (1971)
- School's Out (1972)
- Billion Dollar Babies (1973)
- Muscle of Love (1973)

#### Sólová alba
- Welcome to My Nightmare (1975)
- Alice Cooper Goes to Hell (1976)
- Lace and Whiskey (1977)
- From the Inside (1978)
- Flush the Fashion (1980)
- Special Forces (1981)
- Zipper Catches Skin (1982)
- DaDa (1983)
- Constrictor (1986)
- Raise Your Fist and Yell (1987)
- Trash (1989)
- Hey Stoopid (1991)
- The Last Temptation (1994)
- Brutal Planet (2000)
- Dragontown (2001)
- The Eyes of Alice Cooper (2003)
- Dirty Diamonds (2005)
- Along Came a Spider (2008)
- Welcome 2 My Nightmare (2011)
- Paranormal (2017)
- Detroit Stories (2021)
- Road (2023)